# Lineaire lening

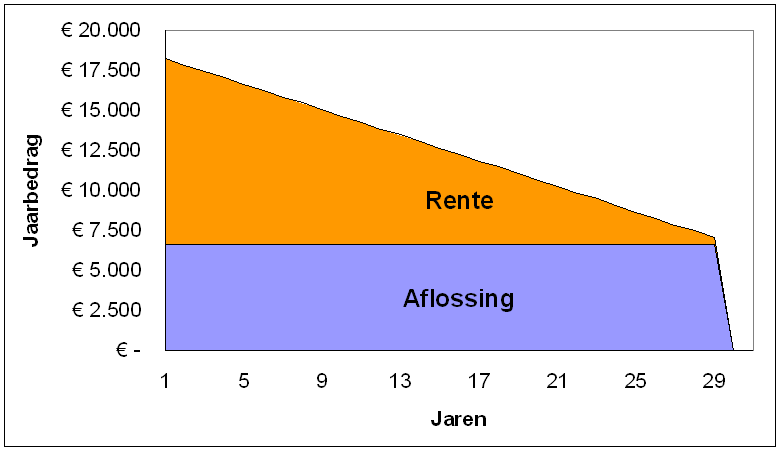
Lasten van een lineaire hypotheek van € 200.000,-- en 6% rente

Een lineaire lening wordt gelijkmatig afgelost, de te betalen termijnen bestaan uit rente en aflossing. De verschuldigde rente wordt berekend over het nog openstaande saldo van de hoofdsom (het geleende bedrag). De totale lasten (rente en aflossing) zijn aan het begin van de looptijd relatief hoog. De hoofdsom is dan nog hoog, dus wordt er veel rente betaald. Omdat de hoofdsom langzaamaan wordt afgelost, hoeft er steeds minder rente betaald te worden. De afnemende lasten vormen een gedeeltelijke zekerheid tegen renteverhogingen: wanneer na een aantal jaren de rente wordt verhoogd zijn de totale lasten vaak toch niet hoger dan aan ze het begin waren. Bovendien, omdat de hoofdsom afneemt heeft een rentestijging minder impact. Een lineaire lening is geschikt voor diegenen die de maandlast willen zien afnemen.
Het aflossingsbedrag wordt berekend door het leningbedrag te delen door de gehele looptijd in maanden van de lening. Bij een leningbedrag van € 200.000 en een looptijd van 30 jaar, is de aflossing € 556 per maand (200.000 : 360). Hier komt de rente dan nog bij.

## Nederland
De aflossingseis bij een eigenwoningschuld houdt in dat het contractuele aflossingsschema en de feitelijke aflossingen zodanig zijn dat op ieder moment (althans de toetsmomenten) de resterende schuld niet hoger is dan als de schuld in 30 jaar volgens een annuïtair aflossingsschema volledig worden afgelost. Een lineaire lening met een looptijd van 30 jaar voldoet hieraan: de aflossing is eerst sneller, dan langzamer dan bij een annuïtaire lening. (Verder geldt dat daardoor in totaal de rente lager is.)